# Plan Estratégico Nacional de Infancia y Adolescencia
El Plan Estratégico Nacional de Infancia y Adolescencia (PENIA) define las líneas estratégicas de coordinación y desarrollo de políticas de infancia en España.
Surge como respuesta a la recomendación del Comité de los Derechos del Niño que subrayaba la necesidad de formular una estrategia global para la infancia sobre la base de los principios y disposiciones de la Convención sobre los Derechos del Niño.
El PENIA está dirigido a las personas menores de 18 años que, como se estipula tanto en la Constitución Española como en la Convención, son las consideradas como menores de edad.
Cada PENIA tiene un periodo de ejecución y contenido diferenciado:
| Versión  | Periodo                       | Aprobación por el Consejo de Ministros | Dotación económica  |
| -------- | ----------------------------- | -------------------------------------- | ------------------- |
| I PENIA  | 2006-2009 (prorrogado a 2010) | 6 de junio de 2006                     | -                   |
| II PENIA | 2013-2016                     | 5 de abril de 2013                     | 5.159 millones de € |

## I Plan Estratégico Nacional de Infancia y Adolescencia 2006-2009
El primer plan fue elaborado en respuesta a la recomendación que el Comité de los  Derechos del Niño, máximo órgano en Naciones Unidas encargado de vigilar  el cumplimiento de los derechos de los niños y de las niñas, realizó a España en 2002.
El Comité señalaba la necesidad de coordinar y elaborar una estrategia global y adoptar políticas intersectoriales para la infancia. Específicamente, se refiere a la coordinación efectiva entre organismos público nacionales, regionales y locales en la aplicación de las políticas.

## II Plan Estratégico Nacional de Infancia y Adolescencia 2013-2016
El segundo plan contiene ocho objetivos y más de un centenar de medidas.
Sus objetivos son:
1. Promover el conocimiento de la situación de la infancia y adolescencia, y el impacto de las políticas sociales
2. Apoyar a las familias
3. Impulsar sus derechos en relación con los medios y tecnologías de comunicación
4. Protección e inclusión de infancia y adolescencia en riesgo o excluida
5. Prevención y rehabilitación ante conflictos sociales
6. Educación de calidad
7. Salud integral
8. Participación infantil[3]

En su elaboración, han participado entidades miembro de la Plataforma de Organizaciones de Infancia y también se ha tenido en cuenta la opinión de 839 niñas y niños.
Algunos aspectos clave del segundo PENIA son:
- Todos los proyectos de ley y reglamentos incorporarán un informe de impacto en la infancia.
- Reforzar la protección y el interés superior del niño ante casos de violencia y en situaciones de riesgo y desamparo
- Por primera vez, está dotado con una memoria económica
- Las y los menores serán considerados víctimas de la violencia de género
- La edad para contraer matrimonio se situará en los dieciocho años, y para menores emancipados pasa de los catorce a los dieciséis años, y la de consentimiento sexual se elevará de acuerdo con el Parlamento.
- Las y los pacientes menores podrán permanecer en las unidades pediátricas hasta los dieciocho años y no hasta los catorce[5][6]

### Críticas al II Plan Estratégico Nacional de Infancia y Adolescencia
Entre las críticas a este II Plan, se ha mencionado la falta de un enfoque que proteja a niñas y niños, y sus familias, del impacto de la crisis en España, ya que el contexto económico y presupuestario condiciona el éxito de este plan.
También se ha demandado un mayor desarrollo de las medidas encaminadas a luchar contra la pobreza infantil y mayor concreción en las medidas para proteger a niñas y niños de la violencia de género.
Por otro lado, se ha criticado que los indicadores de referencia del II Plan de Infancia carecen de líneas de base ni metas y tienen un carácter marcadamente cuantitativo. Además, se piensa que la estimación presupuestaria es limitada e inexacta, dado que su puesta en práctica se condiciona al cumplimiento de los objetivos de estabilidad presupuestaria y sostenibilidad financiera.
El presupuesto asignado realiza un cálculo global para todo el periodo de vigencia sin desglosar las partidas por año ni el importe a destinar por parte del resto de organismos contemplados en el plan para la ejecución de las medidas.
De hecho, incluso se ha llegado a denunciar que la dotación económica para el II PENIA es inferior a la cuantía de los recortes hechos anteriormente en infancia.